# Irland i olympiska sommarspelen 1976
Irland deltog i de olympiska sommarspelen 1976 med en trupp bestående av 44 deltagare, 41 män och tre kvinnor, vilka deltog i 34 tävlingar i tio sporter. Ingen av landets deltagare erövrade någon medalj.

## Boxning
| Idrottare          | Gren            | Omgång 1             | Omgång 2             | Omgång 3             | Kvartsfinal          | Semifinal            | Final                | Final     |
| Idrottare          | Gren            | Motståndare Resultat | Motståndare Resultat | Motståndare Resultat | Motståndare Resultat | Motståndare Resultat | Motståndare Resultat | Placering |
| ------------------ | --------------- | -------------------- | -------------------- | -------------------- | -------------------- | -------------------- | -------------------- | --------- |
| Brendan Dunne      | Lätt flugvikt   | Uchizama (JPN) RSC-2 | Maldonado (PUR) 1-KO | i.u.                 | Gick inte vidare     | Gick inte vidare     | Gick inte vidare     | 9         |
| Davy Larmour       | Flugvikt        | Bye                  | Musuku (SWZ) WO      | Martínez (NIC) WO    | Randolph (USA) 1-4   | Gick inte vidare     | Gick inte vidare     | 5         |
| Gerard Hamill      | Lättvikt        | Rusevski (YUG) 1-4   | Gick inte vidare     | Gick inte vidare     | Gick inte vidare     | Gick inte vidare     | Gick inte vidare     | 22        |
| Christy McLoughlin | Weltervikt      | Bye                  | Jones (GBR) 0-5      | i.u.                 | Gick inte vidare     | Gick inte vidare     | Gick inte vidare     | 17        |
| Brian Byrne        | Lätt mellanvikt | Bye                  | Guzmán (PUR) 2-3     | i.u.                 | Gick inte vidare     | Gick inte vidare     | Gick inte vidare     | 9         |

## Bågskytte
Herrarnas individuella tävling
- James Conroy — 2255 poäng (→ 29:e plats)

## Cykling
Herrarnas linjelopp
- Alan McCormack — fullföljde inte (→ ingen placering)
- Oliver McQuaid — fullföljde inte (→ ingen placering)

## Friidrott
| Idrottare           | Gren               | Heat     | Heat      | Kvartsfinal | Kvartsfinal | Semifinal        | Semifinal        | Final            | Final            |
| Idrottare           | Gren               | Resultat | Placering | Resultat    | Placering   | Resultat         | Placering        | Resultat         | Placering        |
| ------------------- | ------------------ | -------- | --------- | ----------- | ----------- | ---------------- | ---------------- | ---------------- | ---------------- |
| Mary Purcell        | Damernas 1 500 m   | 4:08.63  | 5         | i.u.        | i.u.        | Gick inte vidare | Gick inte vidare | Gick inte vidare | Gick inte vidare |
| Niall O'Shaughnessy | Herrarnas 800 m    | 1:49.29  | 5         | i.u.        | i.u.        | Gick inte vidare | Gick inte vidare | Gick inte vidare | Gick inte vidare |
| Eamonn Coghlan      | Herrarnas 1 500 m  | 3:39.87  | 1 Q       | i.u.        | i.u.        | 3:38.60          | 1 Q              | 3:39.51          | 4                |
| Niall O'Shaughnessy | Herrarnas 1 500 m  | 3:40.12  | 4         | i.u.        | i.u.        | Gick inte vidare | Gick inte vidare | Gick inte vidare | Gick inte vidare |
| Eddie Leddy         | Herrarnas 5 000 m  | 13:40.54 | 11        | i.u.        | i.u.        | i.u.             | i.u.             | Gick inte vidare | Gick inte vidare |
| Eddie Leddy         | Herrarnas 10 000 m | 28:55.49 | 9         | i.u.        | i.u.        | i.u.             | i.u.             | Gick inte vidare | Gick inte vidare |
| Jim McNamara        | Herrarnas maraton  | i.u.     | i.u.      | i.u.        | i.u.        | i.u.             | i.u.             | 2:24:57.2        | 39               |
| Dan McDaid          | Herrarnas maraton  | i.u.     | i.u.      | i.u.        | i.u.        | i.u.             | i.u.             | 2:27:07.2        | 42               |
| Neil Cusack         | Herrarnas maraton  | i.u.     | i.u.      | i.u.        | i.u.        | i.u.             | i.u.             | 2:35:47.2        | 55               |

## Simning
Fyra deltagare representerade Irland i simningen, i totalt nio tävlingar. De tog inga medaljer.
Damer
| Tävlande        | Gren          | Heat    | Heat      | Final            | Final            |
| Tävlande        | Gren          | Tid     | Placering | Tid              | Placering        |
| --------------- | ------------- | ------- | --------- | ---------------- | ---------------- |
| Deirdre Sheehan | 100 m frisim  | 1:02.11 | 6         | Gick inte vidare | Gick inte vidare |
| Deirdre Sheehan | 200 m frisim  | 2:15.69 | 6         | Gick inte vidare | Gick inte vidare |
| Deirdre Sheehan | 100 m ryggsim | 1:11.53 | 7         | Gick inte vidare | Gick inte vidare |
| Miriam Hopkins  | 200 m fjäril  | 2:24.96 | 6         | Gick inte vidare | Gick inte vidare |

Herrar
| Tävlande         | Gren          | Heat     | Heat      | Semifinal        | Semifinal        | Final            | Final            |
| Tävlande         | Gren          | Tid      | Placering | Tid              | Placering        | Tid              | Placering        |
| ---------------- | ------------- | -------- | --------- | ---------------- | ---------------- | ---------------- | ---------------- |
| Kevin Williamson | 200 m frisim  | 2:00.08  | 5         | i.u.             | i.u.             | Gick inte vidare | Gick inte vidare |
| Kevin Williamson | 400 m frisim  | 4:09.60  | 5         | i.u.             | i.u.             | Gick inte vidare | Gick inte vidare |
| Kevin Williamson | 1500 m frisim | 16:54.11 | 5         | i.u.             | i.u.             | Gick inte vidare | Gick inte vidare |
| Robert Howard    | 100 m ryggsim | 1:00.77  | 5         | Gick inte vidare | Gick inte vidare | Gick inte vidare | Gick inte vidare |
| Robert Howard    | 100 m fjäril  | 1:00.92  | 8         | Gick inte vidare | Gick inte vidare | Gick inte vidare | Gick inte vidare |